# Черезпеняни

Плем'я черезпенянів на карті

Черезпеняни (лат. Circipanen; нім. Zirzipanen) — середньовічне західнослов'янське плем'я, яке входило до племінного союзу лютичів. Разом з хижанами оселилися на північ від річки Піна (нім. Peene), що дало їм їхню назву як «мешканці — через Піну» («ті, що мешкають за Піною»). Основні поселення черезпенян перебували поблизу Тетерівського озера на території сьогоднішньої федеральної землі Мекленбург-Передньої Померанії в районах «Димін» (Деммін), Гюстров і Пархім.
Вперше черезпеняни з'явилися на цих землях у VI—VII століттях, заснувавши місто Тетерів. У IX столітті вони побудували на острові Тетерівського озера]фортецю, яка служила не тільки як резиденція племінного князя, але і як культове святилище бога Святовита. Починаючи з XI століття, землі черезпенян неодноразово потрапляли під данське панування, не раз проти черезпенянів влаштовували військові походи бодричі й поморяни. У суперечці з доленчанами й ратарами за верховенство в племінному союзі лютичів черезпеняни і хижани брали верхи, потім у міжусобицю втрутилися сакси. Вони перемогли черезпенян і викрали багатьох у полон, поки ті не відкупилися 15 000-ми марок. Під-час Хрестового походу проти слов'ян у 1147 році їхні землі повторно руйнували. У 1150-х роках разом із хижанами вони повставали проти бодричів, які захопили частину їхніх володінь. Згодом ареал розселення черезпенян заселили німці, а залишки слов'янського населення асимілювали.